# Enrique de Stolberg
El conde Enrique de Stolberg (2 de enero de 1509 - 12 de noviembre de 1572 en el Castillo de Stolberg) fue un noble alemán.

## Biografía
Enrique nació en el Castillo de Stolberg en Stolberg, siendo el cuarto hijo varón del Conde reinante Bodo VIII y de su esposa, la Condesa Ana de Eppstein-Königstein. Su hermana mayor era Juliana de Stolberg, ancestro de la Casa de Orange-Nassau. Él fue nombrado en honor a su tío, el Conde Enrique el Joven de Stolberg, cuyo cuerpo fue transferido de Colonia a Stolberg el día después del nacimiento de Enrique.
Enrique fue educado por varios años en la corte de su abuelo materno, el Conde Everardo de Eppstein. Uno de sus profesores fue el famoso humanista Johann Caesarius de Colonia.
A partir de noviembre de 1525, Enrique estudió en la Universidad de Leipzig, donde su consejero fue Tilemann Plathner. Su padre logró reservarle puestos como deán en Colonia y en Maguncia. En 1538, un puesto de deán quedó vacante en Halberstadt. Enrique se trasladó a Halberstadt y empezó a equipar una mansión en Dardesheim para sí mismo.
En 1542, fue elegido deán de la Catedral en Colonia al morir su predecesor, Federico de Beichlingen. De vuelta a Colonia, supo que su nuevo Arzobispo, Hermann de Wied, se había convertido al Protestantismo. Enrique también se convirtió al protestantismo y juntos empezaron a expandir la nueva fe. El Papa entonces los sacó a ambos del cargo.

## Matrimonio e hijos
El 3 de noviembre de 1556, Enrique contrajo matrimonio en Quedlinburg con Isabel (m. 1578), una hija del Conde Héctor I de Gleichen. Tuvieron cuatro hijos:
- Bodo (1559-1583), heredó Stolberg-Wernigerode.
- Jorge Luis (1562-1618), heredó Stolberg-Ortenburg.
- Ana (1565-1601), abadesa de Quedlinburg como Ana III.
- Cristóbal (1567-1638), heredó Stolberg-Wernigerode después de la muerte de Bodo.